# Bầu cử quốc hội Ai Cập 2020

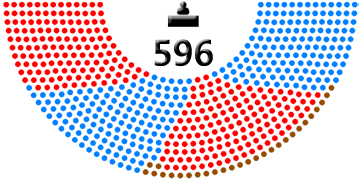
Biểu đồ hiển thị số ghế nghị sĩ quốc hội được bầu và bổ nhiệm trong Quốc hội Ai Cập, năm 2020
Nghị sĩ Quốc hội được bầu theo chế độ bầu cử cá nhân đợt 1: 142
Nghị sĩ Quốc hội được bầu theo danh sách đợt 1: 142
Nghị sĩ Quốc hội được bầu theo chế độ bầu cử cá nhân đợt 2: 142
Nghị sĩ Quốc hội được bầu theo danh sách đợt 2: 142
Nghị sĩ Quốc hội do Tổng thống Ai Cập bổ nhiệm: 28

Cuộc bầu cử quốc hội được tổ chức tại Ai Cập vào ngày 24–25 tháng 10 và ngày 7–8 tháng 11 năm 2020 để bầu ra nghị sĩ Hạ viện. Cuộc bầu cử đã mang lại chiến thắng long trời lở đất cho Đảng Tương lai của Dân tộc, giành được 316 trong tổng số 596 ghế.